# Baby Face Willette
Roosevelt « Baby Face » Willette, né le 11 septembre 1933 – mort le 1er avril 1971 à Chicago, est un musicien de jazz américain. Il jouait de l’orgue Hammond. Sous son nom il a enregistré quatre albums : deux pour Argo et deux pour Blue Note Records. En tant que sideman, il a joué sur Here 'Tis de Lou Donaldson et Grant's First Stand de Grant Green, tous deux en 1961 pour Blue Note.

## Discographie
Leader
- Face to Face (1961) Blue Note
- Stop and Listen (1961) Blue Note
- Mo' Rock (1964) Argo
- Behind the 8 Ball (1965) Argo

Sideman
- Lou Donaldson - Here 'Tis (1961) Blue Note
- Grant Green - Grant's First Stand (1961) Blue Note

## À noter
Le lieu de sa naissance n’est pas connu avec certitude : soit Little Rock, soit La Nouvelle-Orléans.